# كدمة الزبود

تعديل مصدري - تعديل

كدمة الزبود هي إحدى قرى عزلة جعار بمديرية خنفر التابعة لمحافظة أبين، بلغ تعداد سكانها 58 نسمة حسب تعداد اليمن لعام 2004.